# Пикинёры

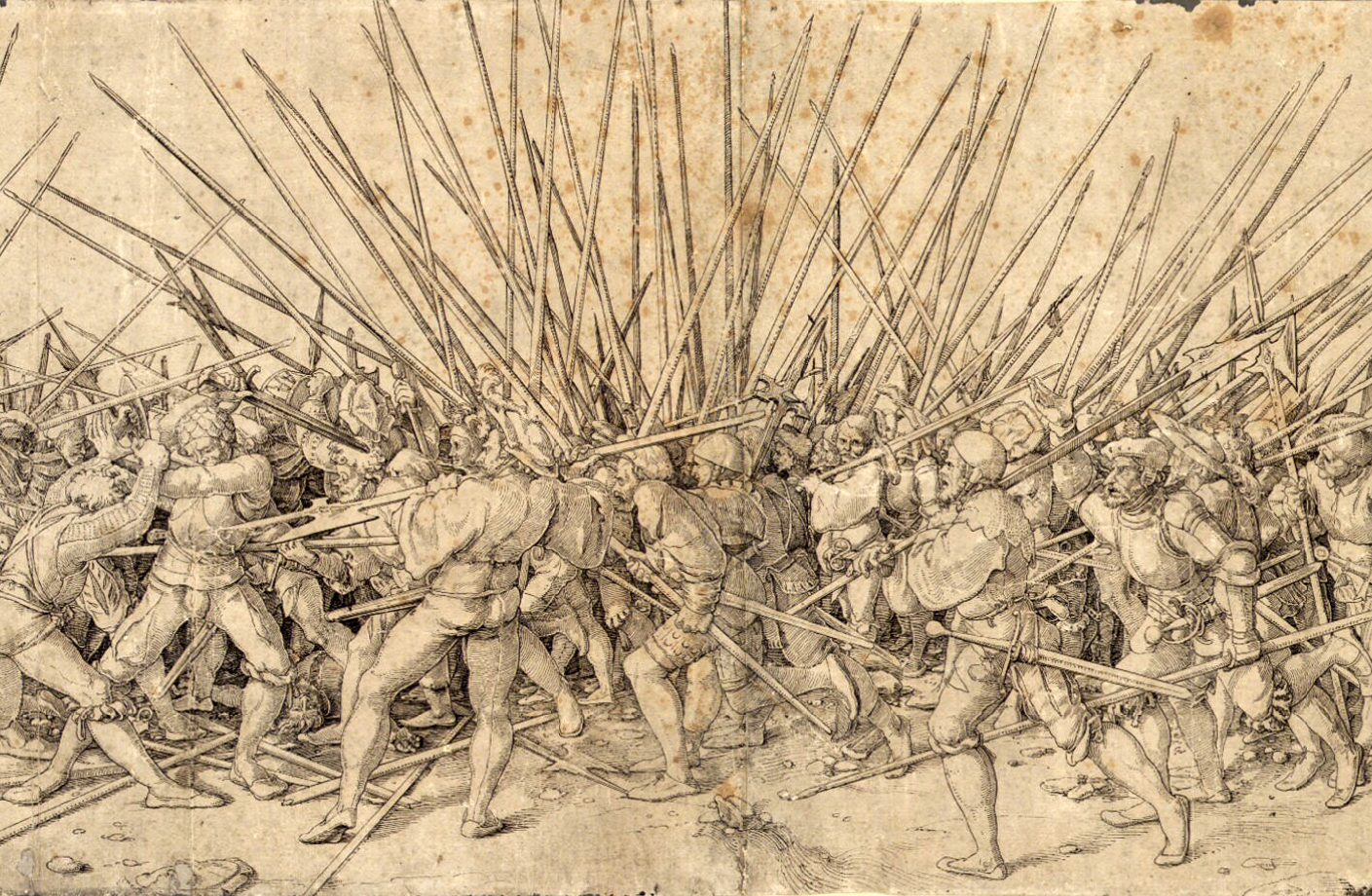
Бой между пикинёрами во время Итальянских войн

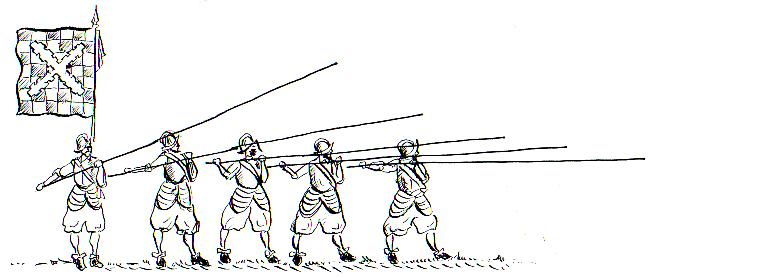
Применение пикинёров

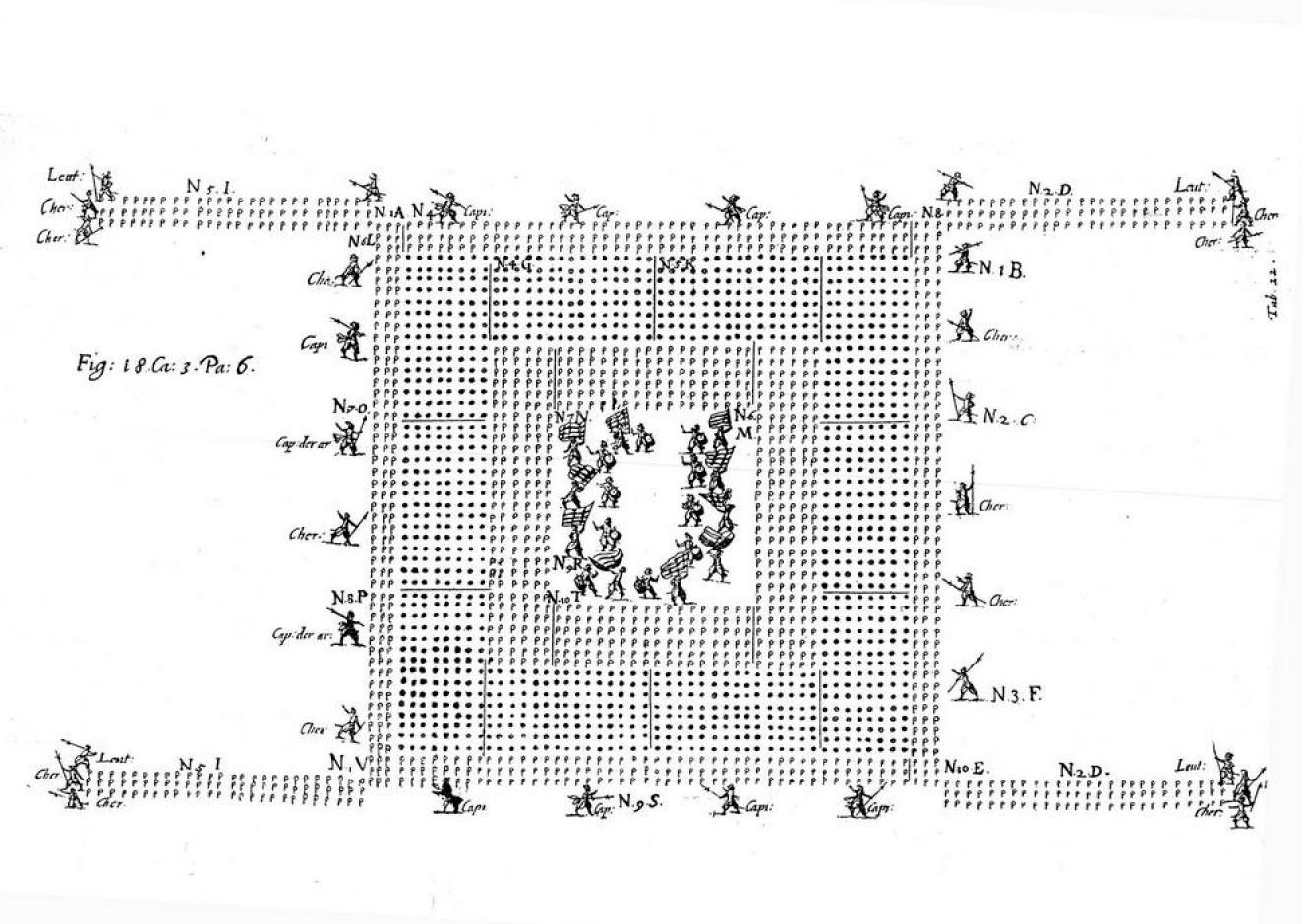
Вариант боевого построения пехотного полка, «Учение и хитрость ратного строения пехотных людей», 1647 год.

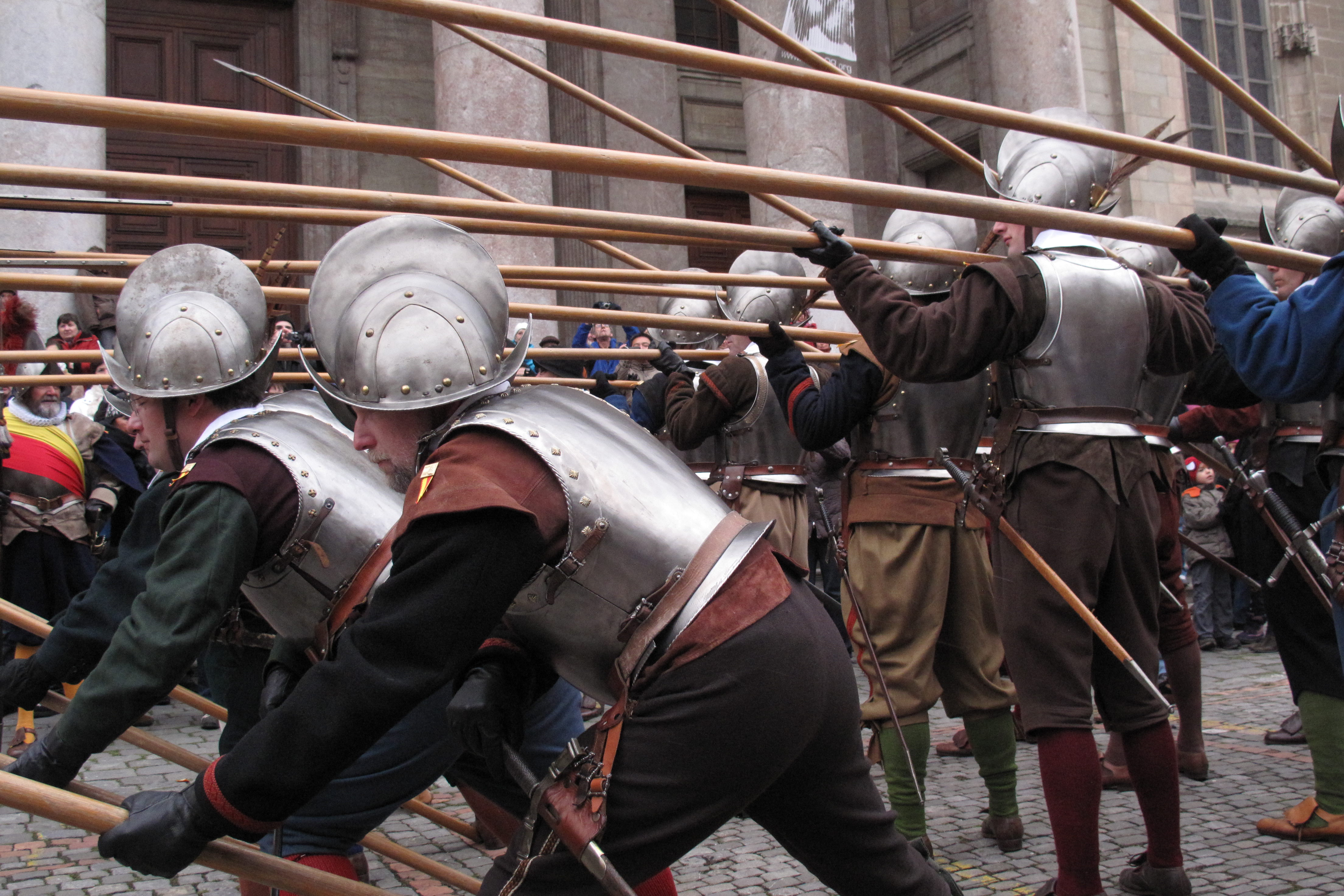
Первая шеренга держит пики в положении для статичной «защиты от кавалерии» (charge for horse), вторая — для «нанесения уколов» (charge pike)

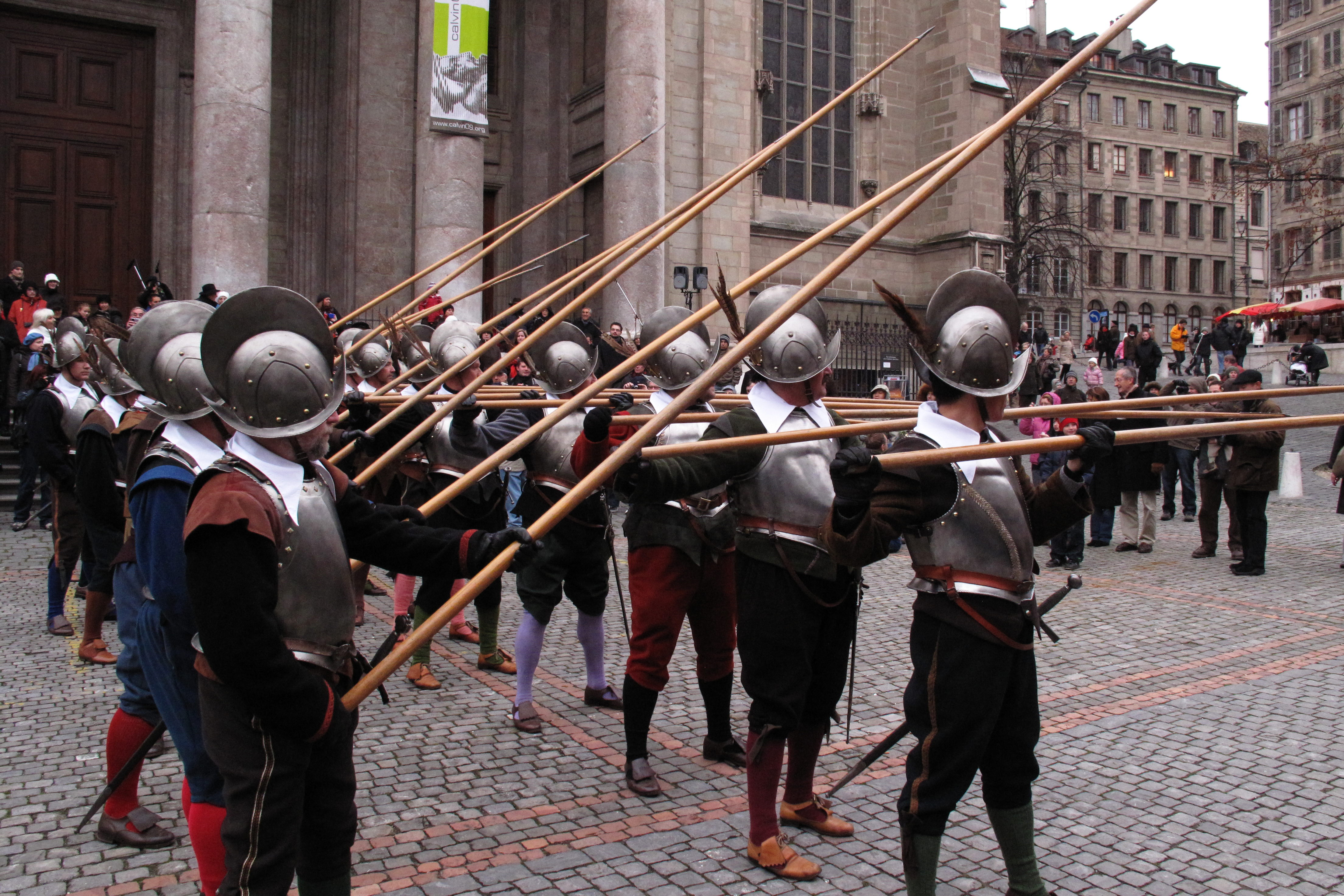
Первая шеренга держит пики «к бою» (charge pike), вторая — в положении «готовности» (port pike, также использовалось на марше для прохождения низких арок, отсюда название); в реальности «к бою» удерживали своё оружие первые 3–5 шеренг (острия пик которых выступали за фронт строя), а следующие за ними — в положении «port», чтобы не поранить бойцов спереди своими наконечниками

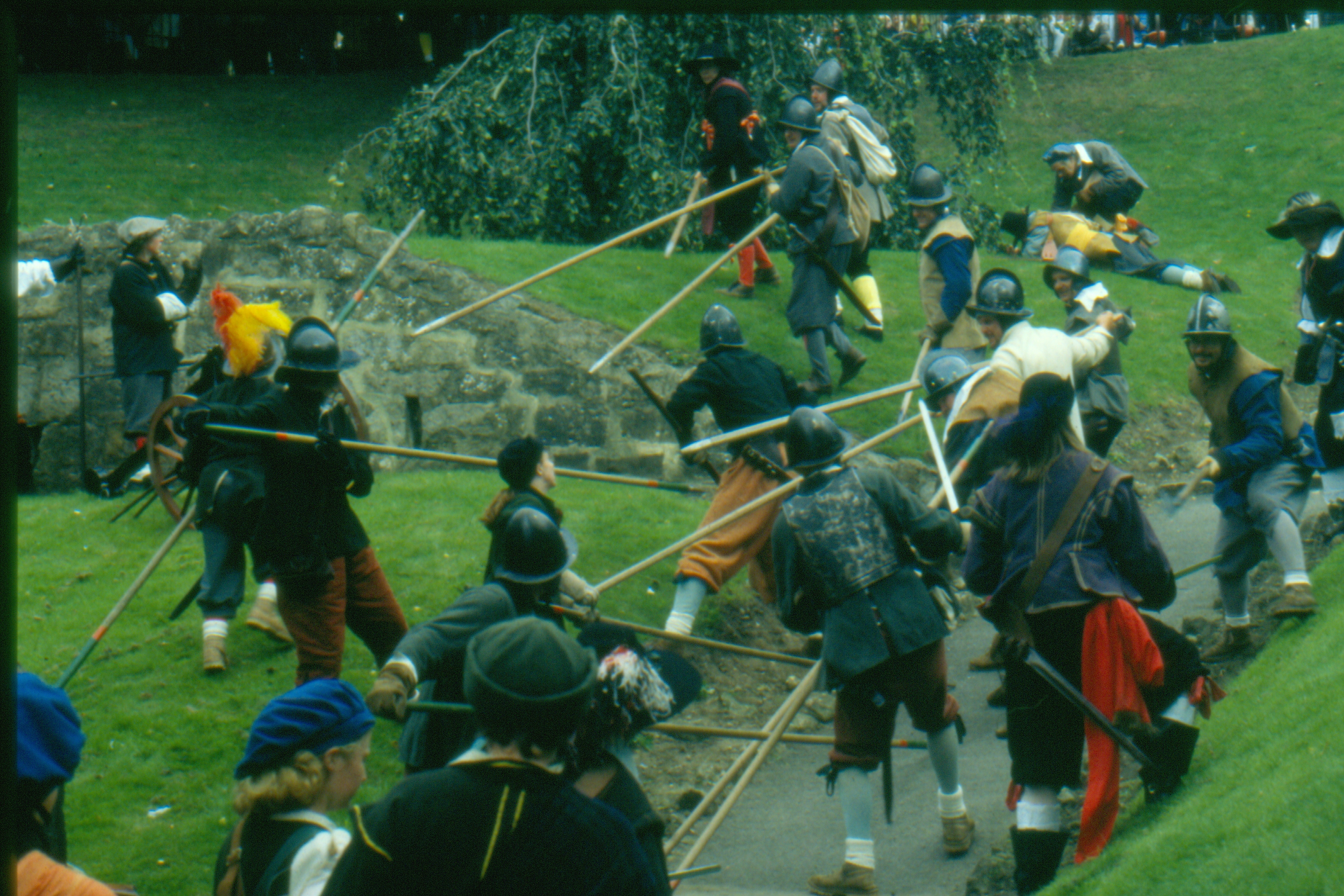
Атака пикинёров (современная реконструкция)

Пикинёры — вид пехоты в европейских армиях XVI — начала XVIII веков, вооружённой преимущественно 5—6 метровыми пиками (в отличие от стрелков — мушкетёров и аркебузиров, вооружённых огнестрельным оружием).

## История
В XV столетии победы швейцарцев над рыцарской конницей доказали ошибочность западного взгляда, что воинами могут быть только всадники. Постепенно обычай в Западной Европе считать пехоту презренным войском был забыт. Например у ландскнехтов тактическо-административной единицей был «значок», силой от 400 до 600 человек личного состава, нанятых одним капитаном, и он состоял из пикинёров, алебардистов и стрелков.
В Русском войске подобные военнослужащие назывались копейщиками, полками копейного строя, которые на поле боя своими решительными действиями завершали бой (сражение).  Появились они впервые, в России, в 1550 году, при государе Иоанне «Грозном», при учреждении им регулярного войска из стрельцов.
Слаженно действующее построение пикинёров представляло грозную силу в обороне, но отличалось низкой мобильностью при атаке.
Массовое появление ручного огнестрельного оружия наиболее сильно повлияло на видоизменение боевого порядка пикинёров. В период введения этого оружия боевой порядок пикинёров состоял из их громоздких батальонов, подобных фаланге, строившихся рядом. Пикинёрные батальоны долгое время продолжали оставаться остовом войскового боевого порядка и окружались лишь мушкетерами, строившимися в пять шеренг кругом пикинёрных батальонов.
К 1700 году большинство европейских полководцев осознало, что пики и пикинёрские подразделения безнадёжно устарели и не могут участвовать в бою наравне с прочими войсками. До того пикинёры составляли важную часть пехотных войск, защищая мушкетёров от кавалерийских атак и служа ударной силой в рукопашной. Теперь пикинёры столкнулись с глубоким кризисом: огнестрельное оружие убивало на расстоянии, а с изобретением штыка надобность в пиках как таковых тоже отпадала. Французская армия распустила свои последние пикинёрские подразделения в 1703 году; в 1704 году за ней последовала Англия, а в 1708 году голландская армия также отказалась от использования пикинёров. Только в России и Швеции продолжали использовать отряды пикинёров, в частности в Полтавской битве обе стороны активно их применяли. До 1720-х годов Россией использовались пикинёры, которые были эффективными против турецкой конницы.
Хотя Мориц Саксонский, великий французский полководец, блестящий во всех (прочих) отношениях военачальник, выступал в защиту пики как оружия ещё в 1740-х годах, тогда было уже очевидно, что пики совершенно бессильны против вооружённой ружьями пехоты.

## Тактика боя
Пикинёры действуют преимущественно отрядами, линиями или группами. Они эффективны в обороне против отрядов ближнего боя, кавалерии и представляют для них серьёзную угрозу. Недостатком пикинёров является их низкая мобильность, они практически непригодны для штурма, очень уязвимы для оружия дальнего боя. Для любого пикинёра было потенциально опасно подпускать врага слишком близко, так как пика практически непригодна для ближнего боя, что вынуждало пикинёра бросать её и использовать запасное оружие.
В Европейском военном деле применение пикинёров улучшил Мориц Оранский.

## Формирования в Российской империи
В Русской армии были кавалерийские пикинёрные полки:
- Донецкий пикинёрный полк
- Луганский пикинёрный полк
- Днепровский пикинёрный полк
- Полтавский пикинёрный полк
- и другие.